# Pardilla (Burgos)
Pardilla ist eine nordspanische Gemeinde (municipio) mit 102 Einwohnern (Stand: 2024) im Süden der Provinz Burgos in der autonomen Gemeinschaft Kastilien-León. Sie liegt im Weinbaugebiet Ribera del Duero und der gleichnamigen Comarca.

## Lage und Klima
Pardilla liegt am Arroyo Pardilla in einer Höhe von ca. 900 m. Die Provinzhauptstadt Burgos liegt etwa 110 km nördlich. Durch die Gemeinde führt die Autovía A-1 von Burgos nach Madrid. Das Klima ist trotz der Höhenlage gemäßigt bis warm; Regen (ca. 530 mm/Jahr) fällt übers Jahr verteilt, Schnee und Frost sind äußerst selten.

## Bevölkerungsentwicklung
| Jahr      | 1971 | 1981 | 1991 | 2001 | 2011 | 2021 |
| Einwohner | 221  | 128  | 113  | 125  | 124  | 115  |

## Sehenswürdigkeiten
- Kirche aus dem 13. Jahrhundert